# Битва біля мису святого Вікентія (1797)
Битва біля мису святого Вікентія — морський бій періоду французьких революційних воєн, що стався 14 лютого 1797 року біля мису святого Вікентія в Португалії. У цій битві британський флот під командуванням адмірала Джона Джервіса переміг чисельно більший іспанський флот під командуванням адмірала Хосе де Кордоба.

## Передумови
Оголошення війни Іспанією Великій Британії та Португалії в жовтні 1796 року унеможливило для Великої Британії утримання позицій в Середземному морі. Об'єднаний французько-іспанський флот, який мав у своєму складі 38 лінійних кораблів, значно перевершував Середземноморський флот Великої Британії, який складався з 15 лінійних кораблів, що змусило англійців евакуюватися спочатку з Корсики, а потім і з Ельби.
На початку 1797 року іспанський флот з 27 лінійних кораблів, що збиралися зустрітися з французьким флотом в Бресті, попрямував до Картахени, на Середземному морі, з наміром відправитися в Кадіс як ескорт конвою з 57 торгових суден, в основному завантажених ртуттю, необхідної для робіт з золотом і сріблом. Вони повинні були б зайти в цю іспанську гавань разом з кораблями Neptuno, Terrible і Bahama, до того, як зіткнулися б з британськими силами.
Дон Хосе де Кордоба і іспанський флот вирушили з Картахени 1 лютого і могли би благополучно досягти Кадіса, якби не суворий левантер, східний вітер, що дув між Гібралтаром і Кадіс, який відніс іспанський флот далі в Атлантику, ніж передбачалося. Коли вітер вщух, флот почав повернення в Кадіс.

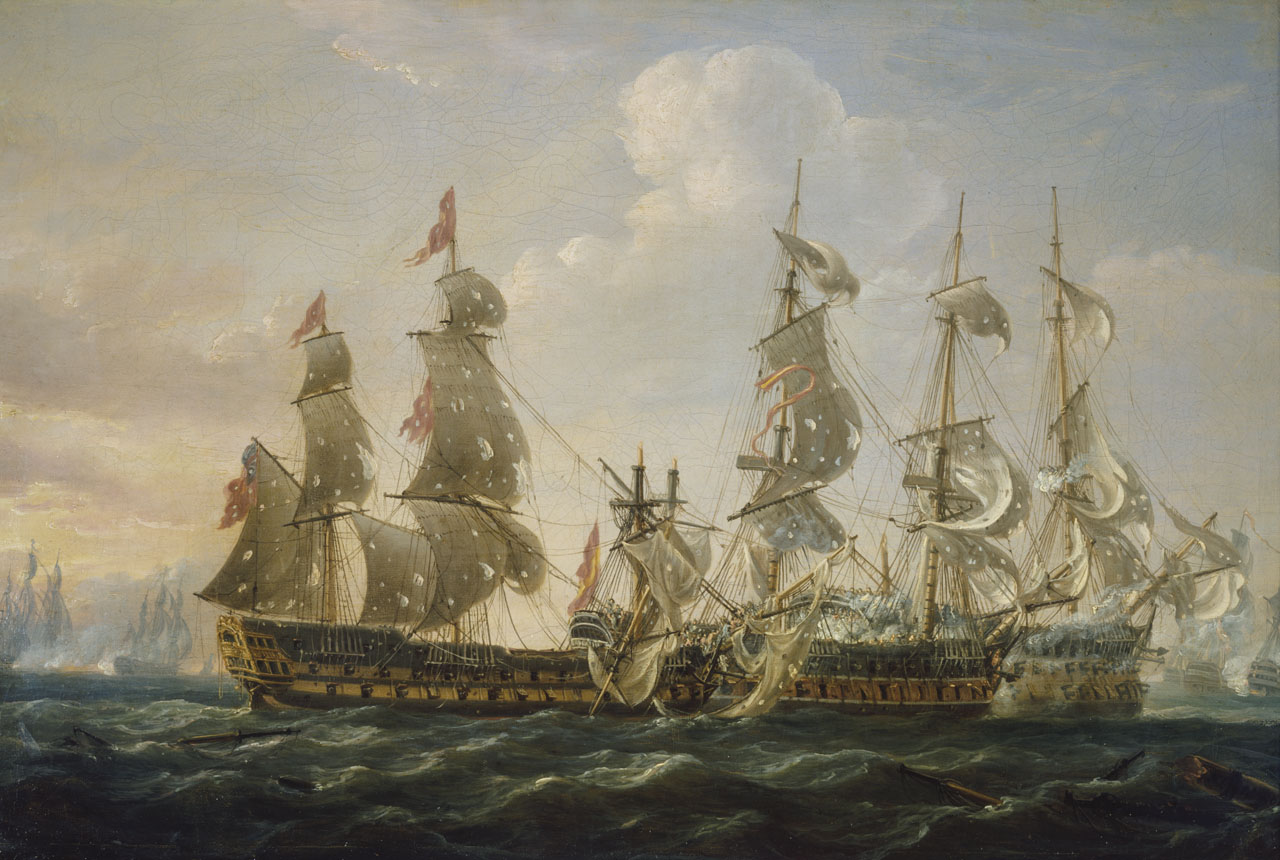
Капітан захопив Сан-Ніколя та Сан-Йосиф, малюнок Ніколаса Покока

У цей час Середземноморський Флот Великої Британії під командою адмірала сера Джона Джервіса вийшов з гирла Тахо з 10 лінійними кораблями, щоби спробувати перехопити іспанський флот. Шостого лютого Джервіс зустрівся біля мису Святого Вікентія з підкріпленням із п'яти лінійних кораблів, які прибули під командуванням контр-адмірала Вільяма Паркера зі складу Флоту Каналу.
Одинадцятого лютого, британський фрегат Minerve, під командуванням коммодора Гораціо Нельсона, пройшов крізь іспанський флот, залишившись завдяки сильному туману непоміченим. Нельсон досяг британського флоту з 15 кораблів у Іспанії 13 лютого, і повідомив місцезнаходження іспанського флоту Джервіс, який командував флотом, флагман Victory. Не маючи поняття про розмір флоту противника — в тумані Нельсон не мав можливості порахувати кораблі — сили Джервіса негайно вирушили на перехоплення.
Таким чином, іспанці виявилися в Атлантичному океані, а 13 лютого — поблизу від англійців. Рано вранці 14 лютого 1797 року Джервіс дізнався, що іспанський флот знаходиться від нього менше ніж в 35 милях, з наветра.